# ネット (パチスロメーカー)
ネット株式会社（英: NET CORPORATION）は、大阪府大阪市中央区に本社を置くパチスロをはじめとする遊技機の製造販売会社。

## 特徴
旧社名は日活興業（にっかつこうぎょう）で1996年に経営陣が刷新され、ネットと改称して再出発した。
良くも悪くも機能面で「業界初」となる革命的な機能を持つ機種を多く発表しているが、システム自体は発表当時の時点では完成されたものではないため、他メーカーの手により発展・向上する場合が多い。特に画期的だったのは、初のストック機となった『ブラックジャック777』であり、後にサイレントストックとなり、一世を風靡した。5号機に移行してからは、主に萌えスロを積極的に販売している。
2000年代後半以降、液晶演出部分は主にテクモ（2010年4月1日以降はコーエーテクモウェーブ）が製作している。またそれによりヒットする派生キャラクターも多く、中でも「スーパーブラックジャック」「リオパラダイス」をはじめとするRioシリーズに登場するリオは人気が高く、事実上同社の看板キャラクターとなっていた。なお、2012年・2013年は自社開発による液晶演出を採用していたが、2014年にはRioシリーズの新機種を開発中であることを公表していたが、結局Rioシリーズの続編は2022年に山佐ネクストから出ることになった。

## 沿革
- 1967年8月 設立
- 1996年6月 株式会社ネットに改称
- 2005年4月 現社名のネット株式会社に改称

## 機種一覧

### 3号機以前（主要機種）
- 1985年 - パルサーXX（1号機、山佐「プラネット」の姉妹機）
- 1990年 - ビッグバン（2号機）
- 1992年 - スペースバトル（3号機）

### 4号機（主要機種）
- 1994年 - ドラゴンエース
- 1996年 - バラクーダX（社名変更後初の機種）
- 1997年 - ネイバル802（Bタイプで業界初のレギュラーボーナス搭載）
- 1998年 - クロスCT（初のCT機）

- 1999年 - セブンダラーズ（初のツインビック搭載機）

- 2000年 - 乾杯BL2（初の液晶搭載機）、ブラックジャック777（業界初の合法ストック機）
- 2001年 - トーフ2A、エコトーフ（初のAT機）
- 2002年 - ゼット-30（ボーナス成立時、空回しでボーナス図柄が自動で揃う）、モグモグ風林火山（初のテクモとのタイアップ機）
- 2003年 - 賞金首、スーパーブラックジャック
- 2004年 - 十字架
- 2005年 - リオデカーニバル、沖縄サイコー!嵐
- 2006年 - 真・モグモグ風林火山、ジュリアンに逢いたい-30

### 5号機
| 機種名                                | 発売年月   | 備考                   |
| ------------------------------------- | ---------- | ---------------------- |
| リオパラダイス                        | 2007年3月  | 同社初の5号機          |
| 熊酒場(/-30)                          | 2007年4月  |                        |
| もえろ!ハーレムエース                 | 2007年6月  |                        |
| カリビアンクイーン                    | 2007年7月  |                        |
| ハワイ(/-30)                          | 2007年7月  |                        |
| ドリスタ -ミントのヒロイン救出大作戦- | 2007年9月  |                        |
| モグモグ風林火山                      | 2008年4月  |                        |
| アカネ55                              | 2008年8月  |                        |
| 回胴合体ゴーケンオー                  | 2008年11月 |                        |
| ドラキュラ                            | 2009年3月  |                        |
| Rio2 -クルージング・ヴァナディース-   | 2009年4月  |                        |
| ドキッと! ビキニパイ                  | 2009年7月  |                        |
| Rio2プレミアム                        | 2009年11月 |                        |
| ゼットゴールドEX                      | 2010年2月  |                        |
| コード・ルージュ                      | 2010年6月  |                        |
| 茉莉花の剣                            | 2010年9月  | 新筐体「MOTHER」採用   |
| ハーレムエース2                       | 2011年1月  | 「俺スロ」サービス開始 |
| ココナナ                              | 2011年4月  |                        |
| リオスパ Rioの大温泉                  | 2011年6月  |                        |
| 激シーサー                            | 2011年9月  |                        |
| 世界で叩け! モグモグ風林火山          | 2012年2月  | 新筐体「LOVER」採用    |
| シンデレラブレイド                    | 2012年7月  |                        |
| ビキニパイ2                           | 2012年11月 |                        |
| 十字架II                              | 2013年1月  | 「MOTHER」筐体         |
| スナイパイ72                          | 2013年6月  | 「LOVER」筐体          |
| なでしこ侍                            | 2013年10月 |                        |
| スゴスロ                              | 2013年12月 |                        |
| シンデレラブレイド2                   | 2014年10月 |                        |
| 真モグモグ風林火山2                   | 2015年2月  |                        |
| 最胸伝奇 パイ遊記                     | 2015年6月  |                        |
| ゼットゴールドインフィニティ          | 2015年9月  |                        |
| スーパーブラックジャック2             | 2015年11月 |                        |

### 5.5号機・5.9号機
| 機種名                | 発売年月   | 備考                                 |
| --------------------- | ---------- | ------------------------------------ |
| 十字架3               | 2016年3月  |                                      |
| ニューチバリヨ(-30)   | 2016年4月  |                                      |
| プリシラと魔法の本    | 2016年10月 | 「シンデレラブレイド」のスピンオフ機 |
| パチスロ 凪のあすから | 2016年11月 | 初のアニメタイアップ機               |
| ドリスタせかんど      | 2017年3月  |                                      |
| 賞金首2               | 2017年5月  |                                      |
| 熊酒場2丁目店         | 2017年7月  |                                      |
| シンデレラブレイド3   | 2017年9月  |                                      |
| パチスロGATE          | 2018年2月  | 5.9号機                              |
| 十字架4               | 2018年6月  | 5.9号機                              |
| パチスロ闇芝居        | 2018年9月  | 5.9号機                              |

### 6号機以降
| 機種名                           | 発売年月   | 備考                                                                                |
| -------------------------------- | ---------- | ----------------------------------------------------------------------------------- |
| 天晴!モグモグ風林火山 全国制覇版 | 2019年5月  | 6号機初のペナルティボーナス型指示機能搭載。                                         |
| スーパードラゴン                 | 2019年6月  |                                                                                     |
| スナイパイ71                     | 2020年4月  | カルミナ製                                                                          |
| ハイパーブラックジャック         | 2020年8月  | オーゼキ製                                                                          |
| パチスロフレームアームズ・ガール | 2021年2月  | 6.1号機                                                                             |
| チバリヨ(-30)                    | 2021年5月  | 6.1号機、2020年改正型式試験方式適合機、オーゼキ製 25パイ版は2022年8月発売、ネット製 |
| パチスロ ロリクラ☆ほーるど!      | 2021年9月  | 6.1号機、DAXEL製                                                                    |
| シンデレラブレイド4              | 2021年12月 | 6.2号機                                                                             |
| 十字架5                          | 2022年4月  | 6.2号機、オーゼキ製                                                                 |
| もっと!チバリヨ(-30)             | 2022年12月 | 6.4号機、25パイ版はオーゼキ製                                                       |
| 課長 熊田工作                    | 2023年5月  | 6.5号機                                                                             |
| S蛇喰夢子という女                | 2023年7月  | 6.5号機、コンプリート機能搭載、パネルの色で設定判別可能                             |
| 燃えチバ-30                      | 2023年10月 | 6.5号機                                                                             |
| パチスロケンガンアシュラ         | 2023年11月 | 6.5号機                                                                             |
| チバリヨ2                        | 2024年3月  | スマスロ、オーゼキ製                                                                |
| 賞金首Angel                      | 2024年7月  | スマスロ                                                                            |
| チバリヨ2プラス                  | 2025年1月  | スマスロ、オーゼキ製                                                                |
| 翔べ!ハーレムエース              | 2025年6月  | スマスロ、カルミナ製、ボーナストリガー搭載                                          |

出典：パチスロ機種情報（パチンコビレッジ）／機種インデックス（P-WORLD）

## カルミナ株式会社
2019年設立のグループ会社。ネットの関連会社ではあるが独立した開発部門を持つ。

### 6号機以降
| 機種名                                         | 発売年月   | 備考                                            |
| ---------------------------------------------- | ---------- | ----------------------------------------------- |
| 探偵オペラ ミルキィホームズ 1/2の奇跡          | 2020年1月  | 初参入機種、ネット製、新枠「THE LIVE」初採用    |
| ハイドラ-30                                    | 2020年5月  | ネット製                                        |
| パチスロWake Up, Girls! Seven Memories         | 2021年5月  | タッチパネル搭載の新筐体「ARENA」採用、ネット製 |
| パチスロ魔法少女育成計画                       | 2022年10月 | 6.5号機、ネット製                               |
| パチスロ探偵オペラ ミルキィホームズR 大収穫祭! | 2023年2月  | 6.5号機、ネット製                               |
| Sky Love                                       | 2024年2月  | スマスロ、ネット製                              |
| Sister Quest                                   | 2025年3月  | スマスロ                                        |